# Dream Scenario
Dream Scenario és una pel·lícula de fantasia de comèdia negra estatunidenca del 2023 escrita i dirigida pel cineasta noruec Kristoffer Borgli. Està produïda per Ari Aster i Lars Knudsen sota la seva productora Square Peg, juntament amb Nicolas Cage, Jacob Jaffke i Tyler Campellone. És protagonitzada pel mateix Cage, Julianne Nicholson, Michael Cera, Tim Meadows, Dylan Gelula i Dylan Baker. Cage interpreta Paul Matthews, un professor de biologia evolutiva que comença a aparèixer en els somnis dels altres. S'ha doblat i subtitulat al català.
Dream Scenario es va estrenar al Festival Internacional de Cinema de Toronto el 9 de setembre de 2023 i es va estrenar en una selecció de cinemes el 10 de novembre de 2023, abans d'ampliar-se el 22 de novembre. Va rebre crítiques positives i va ser nominada a premis com el Globus d'Or al millor actor musical o còmic per a Nicolas Cage.